# Dům U Zlatého stromu (Dlouhá)
Dům U Zlatého stromu je dům čp. 729 na Starém Městě v Praze v Dlouhé ulici č. 37. Stojí vedle domu U Tří jetelových lístků poblíž Revoluční ulice.
Dům vznikl spojením a výraznou renesanční přestavbou dvou gotických domů v letech 1586–1608. Dále byl dům upravován v raně barokním stylu po roce 1648. Dispozici domu, dochovanou převážně z renesanční přestavby, porušil zásah z let 1927–1928, kdy bylo mj. přistavěno 2. patro a podkroví, bylo odstraněno původní schodiště a bylo přebudováno průčelí.
Dům má nádvoří s arkádami v patře. V zadní části domu byl pivovar, domu náleželo právo várečné.